# Wer’s glaubt wird selig
Wer’s glaubt wird selig ist ein deutscher Spielfilm von Marcus H. Rosenmüller aus dem Jahr 2012. Die Uraufführung erfolgte am 14. Juli 2012 im Rahmen der Musikfilmtage Oberaudorf 2012. Der Kinostart war in Deutschland am 16. August 2012. Seine TV-Premiere hatte der Film am 11. August 2014 im Ersten.

## Handlung
In dem kleinen bayerischen Skiort Hollerbach hat es schon seit fünf Jahren nicht mehr geschneit. Durch den ausbleibenden Skitourismus und die damit verbundene wirtschaftliche Notlage wandern immer mehr Bewohner ab. Der Wirt Georg und seine Frau Emilie sind am Verzweifeln, wollen aber nicht wegziehen. Doch der überraschende Tod seiner fanatisch religiösen Schwiegermutter Daisy bringt Georg auf eine Idee: Sie soll heiliggesprochen werden. Georg kann auch die anderen Dorfbewohner für die Idee gewinnen. Ihm schließen sich der Lehrer Pellhammer, der Polizist Hartl, der Kaufmann Gumberger, der Bestatter Möslang und Georgs angereiste Schwägerin Evi an. Allein seiner Frau Emilie erzählt Georg nichts, da er ahnt, dass sie gegen die Pläne wäre. 
So fährt er heimlich nach Rom, um die Heiligsprechung zu beantragen. Durch einen Zufall trifft er auf den Papst Innozenz XIV. persönlich und kann ihm sein Anliegen vortragen. Der Papst schickt daraufhin einen Prüfer, der den Fall und die Wunder der heiligmäßigen Daisy prüfen soll. 
Der zuständige Kardinal Santi beauftragt den jungen Priester Pater Paolo Barsotti mit der Prüfung, es sei seine letzte Chance, sich als fähiger Missionar zu beweisen. Der junge Priester wird jedoch am Abend vor der Abreise krank und bittet, um seinen Job mit List zu retten, seinen wenig frommen Bruder Vincenzo als Ersatz zu fahren. 
Kaum kommt der falsche Priester in Hollerbach an, beginnen die Männer des Dorfes mit der Inszenierung der zwei benötigten Wunder. Bei einer Leichenschau lassen sie die Leiche verschwinden, und der Dorflehrer fährt als die Tote verkleidet in einem Boot durch den Bach. Die Szene wirkt jedoch wenig glaubwürdig. 
Die Inszenierung des zweiten Wunders schlägt fatal fehl. Geplant hat der Dorflehrer einen gespielten Überfall auf den Kaufmannsladen, bei dem der Polizist vom verkleideten Räuber Georg erschossen werden soll und dann – nach dem Gebet zu Daisy – plötzlich geheilt wird. In der Vorbereitung werden jedoch die Waffen verwechselt, sodass der Polizist wirklich angeschossen wird. 
Im Krankenhaus erleidet der schwer verletzte Gesetzeshüter einen Herzstillstand, nach dem Beten zur „Heiligen Daisy“ schlägt sein Herz weiter, er erwacht aus dem Koma und hat eine Vision. Von diesem Ereignis tief beeindruckt ruft Vincenzo seinen Bruder an, der wiederum den Kardinal informiert. Sodann machen sich Papst und Kardinal auf den Weg ins Dorf. 
Weil nun Emilie von der geplanten Heiligsprechung erfährt, kommt es zum Streit, und Georg soll ausziehen. Er geht eine Runde laufen und trifft auf den echten Pater Paolo Barsotti, der verzweifelt versucht zu seinem Bruder zu gelangen, und nimmt ihn mit ins Dorf. 
Da nun die beiden Brüder Barsotti gleichzeitig im Pfarrhaus eintreffen, wo auch schon der Kardinal wartet, verliert Paolo seinen Job, während Vincenzo seiner Liebe zu Evi nun freien Lauf lassen kann. 
Der Papst wartet vor Georgs Haus, wo die beiden von Emilie, die nicht glauben kann, dass der echte Papst vor ihrer Tür steht, verjagt werden. Georg und der Papst unterhalten sich daraufhin die ganze Nacht über die Vorkommnisse rund um Daisy, was auch die Rahmenhandlung des Films bildet. 
Am nächsten Morgen verkündet der Papst in der Messe, dass zur Heiligsprechung nicht nur Wunder allein genügen, sondern auch Leben und Wirken des Verstorbenen einbezogen werden. Noch während der Messe beginnt es zu schneien.

## Hintergrund

### Drehbuch
Beim 30. Filmfest München zeigte Marcus H. Rosenmüller einen Clip aus dem Film. Er äußerte sich beim Regiegespräch „Shooting Stars beim Director’s Cut“ zur Entstehung des Drehbuchs:

„In jedem Film geht’s um die Frage, warum samma eigentlich da […] Ich habe versucht, das Thema in ein Drehbuch reinzufrickeln, das hieß Erben und Sterben, aber damit sind wir nicht weitergekommen. Dann kamen Wiedemann und Berg zu mir mit einem Buch von Jeremy Leven (Don Juan DeMarco). Ich bin gar nicht so richtig des Englischen mächtig, aber ich fand's zum totlachen.“

### Produktion
Der Film wurde in 38 Tagen im Herbst 2011 gedreht. Als Bergkulisse diente die Sonnenalm am Sudelfeld, das Dorfambiente stellte Kastl in der Oberpfalz. Die Szenen, die im Inneren des Vatikans spielen, wurden im Schloss von  Gloria von Thurn und Taxis in Regensburg aufgenommen; die Außenaufnahmen entstanden in zwei Tagen am Petersplatz in Rom. Ein Teil des Films wurde im ehemaligen Pfarrhaus in Unterbrunn gedreht.

### Soundtrack
Wie in allen Filmen Rosenmüllers seit Wer früher stirbt ist länger tot komponierte Gerd Baumann die Filmmusik.

## Kritik
„In seinem neuesten Werk ist Rosenmüller nichts und niemand heilig. Das Drehbuch von Hollywood-Regisseur Jeremy Lewen übersetzte Rosenmüller nicht nur, sondern spickte die absurde Handlung mit allerlei schwarzem Humor und überhöhten Szenen.“

„Und dann gibt es noch eine Erweckung und eine Wiederauferstehung - alles ein bisschen viel, aber bei Marcus Rosenmüller hat man immer den Eindruck, dass er schon weiß, was er tut. Klamauk ist keine Schande, wenn er nicht vorgibt, etwas anderes zu sein.“

„Die zwischen Heimatfilm und Bauernschwank pendelnde Komödie mixt einen Cocktail aus Bigotterie, hinter der sich handfeste wirtschaftliche Interessen tarnen. Zwar driftet der Film nicht in Klamauk ab, kann jedoch den Figuren über klischeehafte Typisierungen hinaus kein Profil verleihen.“